# Blanchefosse-et-Bay

Blanchefosse-et-Bay este o comună în departamentul Ardennes din nordul Franței. În 1 ianuarie 2022 avea o populație de 136 de locuitori.